# Bertram R. Forer

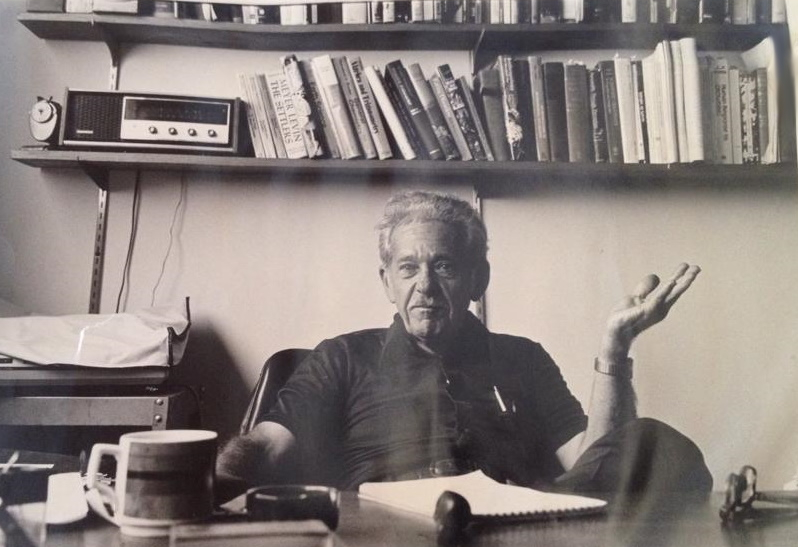

Bertram R. Forer (24 de outubro de 1914 – 6 de abril de 2000) foi um psicólogo estadunidense, conhecido por descrever o efeito Forer, às vezes referido como validação subjetiva . Que é utilizado para comprovar a ineficácia de teorias como a astrologia.

## Biografia
Nascido em Springfield, Massachusetts, Forer se formou na Universidade de Massachusetts Amherst em 1936. Ele recebeu seu mestrado e doutorado.  em psicologia clínica pela Universidade da Califórnia, Los Angeles.

## Carreira
Forer serviu como psicólogo e administrador em um hospital militar na França durante a Segunda Guerra Mundial.  Ao retornar, ele trabalhou em uma clínica psiquiátrica do  Administração de Veteranos em Los Angeles;  e em consultório particular em Malibu, Califórnia.
Em seu experimento clássico de 1948, Forer administrou um teste de personalidade a seus alunos.  Em vez de pontuar os testes e dar avaliações individuais, ele deu a todos os alunos exatamente a mesma análise copiada de uma coluna de jornal astrologia.  Os alunos foram então solicitados a avaliar a descrição em uma escala de zero a cinco, sendo cinco a mais precisa.  A avaliação média foi 4,26.
A experiência foi repetida centenas de vezes desde 1948, e a média permanece em cerca de 4,2.

O "efeito Forer", às vezes conhecido como efeito Barnum, mostra que as pessoas tendem a aceitar descrições generalizadas de suas personalidades sem perceber que a mesma avaliação poderia ser aplicada a quase qualquer outra pessoa, porque as pessoas querem que os resultados sejam verdadeiros.  Este experimento é frequentemente citado em críticas a outros testes de personalidade como o Myers-Briggs Type Indicator.

## Família
Bertram Forer foi casado com Lucille Kremith Forer, mais conhecida como a autora principal do livro "The Birth Order Factor"
Eles têm dois filhos, Stephen K. Forer e William R. Forer. A irmã de Bertram é dubladora June Foray.
1. ↑  Death notice Arquivado em 2011-01-29 no Wayback Machine UMassMag, Winter 2001
2. ↑  http://apsychoserver.psych.arizona.edu/JJBAReprints/PSYC621/Forer_The%20fallacy%20of%20personal%20validation_1949.pdf Forer BR (1949). The fallacy of personal validation: A classroom demonstration of gullibility Journal of Abnormal and Social Psychology. 44, 118-123
3. ↑  Forer BR (1968). Personal validation and the person. Psychol Rep. 1968 Dec;23(3):1214. PubMed
4. ↑  Forer BR, Farberow NL, Meter MM, Tolman RS (1952). Consistency and agreement in the judgment of Rorschach signs. J Proj Tech. 1952 Sep;16(3):346-51. PubMed
5. ↑  Forer, Lucille K. «The Birth Order Factor: How Your Personality is Influenced by Your Place in the Family». www.goodreads.com. Good reads. Consultado em 10 de maio de 2017
6. ↑  Forer, Lucille K; Still, Henry (1 de junho de 1977). The Birth Order Factor: How Your Personality Is Influenced By Your Place In The Family. [S.l.]: Pocket Books. ISBN 0671808710